# Улица Георгия Леонидзе (Тбилиси)
Улица Георгия Леонидзе (груз. გიორგი ლეონიძის ქუჩა) — улица в Тбилиси, от Площади Свободы до улицы Паоло Яшвили, разделяет районы Сололаки и Мтацминда.

## История
Часть древней дороги на Коджори. Первое название — Сололакская улица.
13 июня 1907 года, в 10 часов утра, на улице произошло известное ограбление революционерами-большевиками государственного банка, подготовленное и проведённое Камо
В советское время, с 1934 года, улица носила имя Сергея Мироновича Кирова (1886—1934) — советского и партийного деятеля.
В годы Великой Отечественной войны на улице находился пункт выдачи хлеба, сюда приходил получать хлеб эвакуированный в Тбилиси В. В. Вересаев, сцену у пункта с голодной собакой писатель включил в свои «Невыдуманные рассказы»
Современное название в честь Георгия Николаевича Леонидзе (1899—1966) — грузинского советского поэта и академика АН Грузинской ССР.

## Достопримечательности

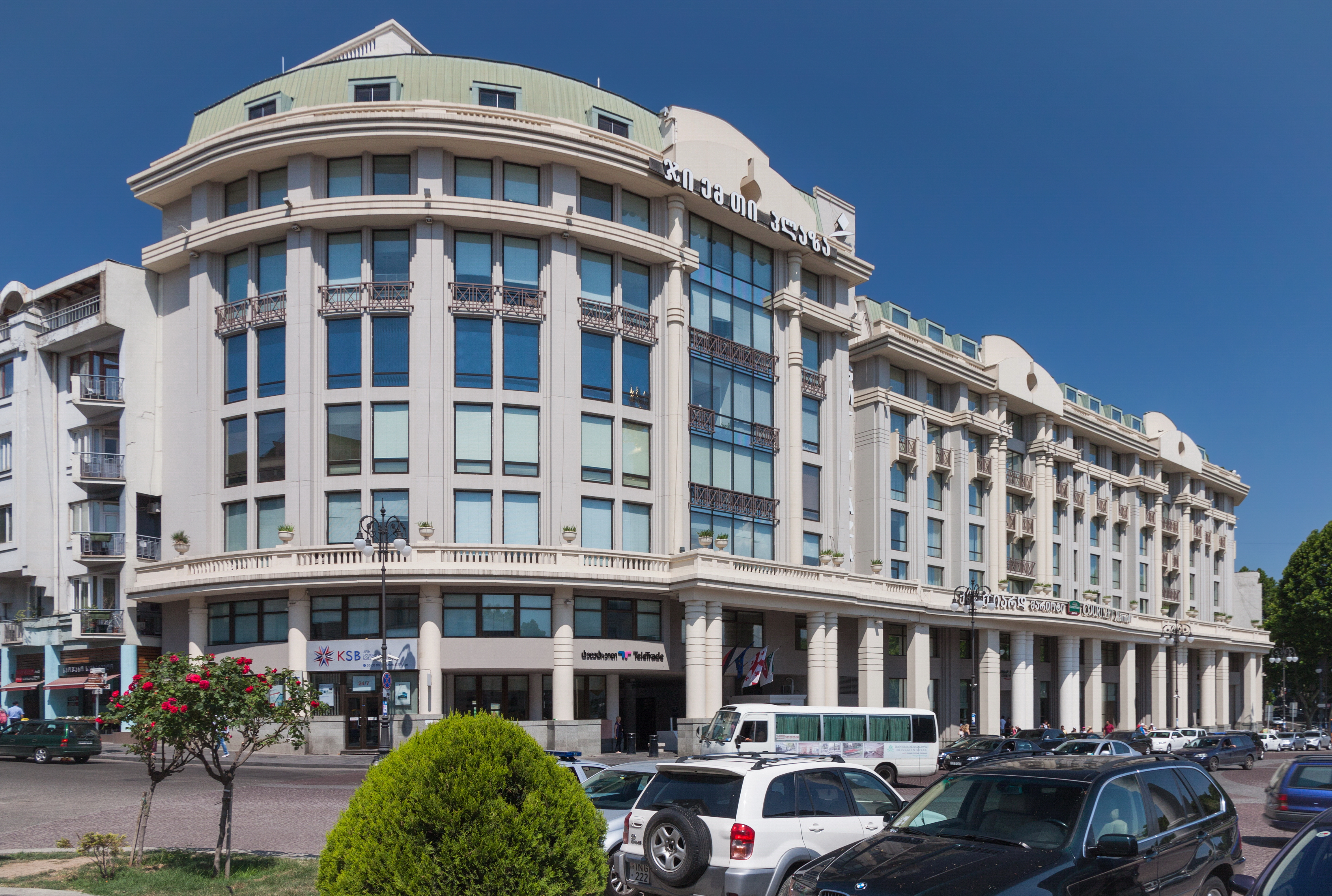
Отель «Courtyard Marriott» в начале улицы

д. 3 — здание Национального банка Грузии (бывшее общество взаимного кредита, 1915, архитектор М. Оганджанов при участии И. Колчина). Музей денег Грузии
д. 10 — бывший дом инженера Фердинанда Лемкуля (1881, архитектор Альберт Зальцман)

## Известные жители
д. 7 — князь Ратиев
д. 8 — Владимир Эльснер
д. 12 — актриса Наталья Бурмистрова (мемориальная доска)
д. 18 — Кварацхелия-Антадзе Елена Дмитриевна, единоутробная сестра Л. П. Берия
д. 20 — Константин Бальмонт